# Arrest VSH/Shell
Het arrest VSH/Shell (HR 23 oktober 1987, NJ 1988/1017) is een arrest van de Nederlandse Hoge Raad met betrekking tot het afbreken van de onderhandelingen in de precontractuele fase en de schadevergoeding die hiervan het gevolg kan zijn.
Nadat Shell de onderhandelingen over een joint venture had afgebroken, zag VSH zich genoodzaakt de aandelen voor een lagere prijs aan een andere partij te verkopen (in vergelijking met de prijs die Shell zou betalen).
Voor het verschil werd een schadeclaim tegen Shell ingediend.

## Procesgang
De vordering van VSH is door de rechtbank afgewezen. Dit vonnis is in hoger beroep door het hof bekrachtigd. Het cassatieberoep is verworpen.

## Hoge Raad
De Hoge Raad heeft geoordeeld, dat in casu géén sprake was van gerechtvaardigd vertrouwen (dat een joint venture tot stand zou komen), zodat niet was voldaan aan een noodzakelijke voorwaarde om schadevergoeding te kunnen eisen bij het afbreken van de onderhandelingen in de precontractuele fase. De Hoge Raad overwoog:

Er kan in een situatie als de onderhavige slechts sprake zijn van schade ter zake van het feit dat tussen pp. een zekere overeenkomst niet tot stand is gekomen, indien aannemelijk is dat bij voortzetting van de onderhandelingen een dergelijke overeenkomst tot stand gekomen zou zijn.

Vervolgens volgt de Hoge Raad de conclusie van het gerechtshof,

dat er van gerechtvaardigde verwachtingen (...) van VSH ten tijde van het afbreken van de onderhandelingen geen sprake was.

Immers, op 8 augustus 1977 hadden beide partijen reeds de gedachte aan een joint venture verlaten, terwijl pas op 12 augustus 1977 de onderhandelingen werden afgebroken.